# Mariene ecoregio Zwarte Zee
De Mariene ecoregio Zwarte Zee (44) (Engels: Black Sea marine ecoregion) is een biogeografische regio en ligt in het gebied van de Zwarte Zee in de Mariene provincie Zwarte Zee (7) in het Marien rijk Gematigde Noordelijke Atlantische Oceaan. De mariene ecoregio is vastgesteld door het World Wide Fund for Nature en The Nature Conservancy en is vernoemd naar de Zwarte Zee.
In het zuidwesten grenst het gebied aan de mariene ecoregio Egeïsche zee (31).

## Geografie
De mariene ecoregio ligt in het gebied van de Zwarte Zee met kusten in de landen Oekraïne, Rusland, Georgië, Turkije (noordkust), Bulgarije en Roemenië. Het gebied omvat onder andere de wateren rond schiereiland de Krim, waaronder de Golf van Odessa en de Zee van Azov, en tot in de Bosporus.
Het gebied kenmerkt zich door slechts lokale zeestromingen.

## Biogeografie
Het gebied kent zeeleven dat houdt van gematigde temperaturen.